# Буа-ле-Парньи
Буа-ле-Парньи́ (фр. Bois-lès-Pargny) — коммуна во Франции, находится в регионе Пикардия. Департамент коммуны — Эна. Входит в состав кантона Марль. Округ коммуны — Лан.
Код INSEE коммуны — 02096.

## Население
Население коммуны на 2010 год составляло 183 человека.
| 1962 | 1968 | 1975 | 1982 | 1990 | 1999 | 2010 |
| ---- | ---- | ---- | ---- | ---- | ---- | ---- |
| 266  | 256  | 222  | 219  | 194  | 172  | 183  |

## Экономика
В 2010 году среди 126 человек трудоспособного возраста (15—64 лет) 89 были экономически активными, 37 — неактивными (показатель активности — 70,6 %, в 1999 году было 65,4 %). Из 89 активных жителей работали 78 человек (40 мужчин и 38 женщин), безработных было 11 (5 мужчин и 6 женщин). Среди 37 неактивных 13 человек были учениками или студентами, 18 — пенсионерами, 6 были неактивными по другим причинам.